# Billy Slaughter
William H. Slaughter es un actor de cine y televisión estadounidense, mejor conocido por sus papeles en The Campaign y Focus. En su tiempo libre trabaja con estudiantes que quieren convertirse en actores y actrices en Launch Model And Talent en Metairie, Luisiana.

## Primeros años
Slaughter nació el 3 de junio de 1980 en Nueva Orleans, Luisiana, y se graduó en Drama y Comunicaciones en la Universidad de Nueva Orleans. Ha sido formado en la British American Drama Academy (BADA).

## Carrera
En 2011, Slaughter interpretó a Ryan en la película de acción Colombiana junto a Zoe Saldaña, la película fue dirigida por Olivier Megaton y fue estrenada a nivel nacional por TriStar Pictures el 26 de agosto de 2011.
En 2012, Slaughter interpretó el papel de Dermot en la película de comedia política The Campaign junto con Will Ferrell y Zach Galifianakis. La película fue dirigida por Jay Roach y distribuida por Warner Bros. el 10 de agosto de 2012.
En 2013, Slaughter interpretó el papel de un guardia de seguridad de la feria estatal de Ohio llamado Ben en el thriller policial Parker junto con Jason Statham y Jennifer Lopez. La película fue dirigida por Taylor Hackford y estrenada el 25 de enero de 2013 por FilmDistrict. Más tarde interpretó el papel de Trevor 'The Fed' en el thriller The East junto a Brit Marling, Alexander Skarsgård y Elliot Page. La película fue dirigida por Zal Batmanglij y estrenada a nivel nacional el 31 de mayo de 2013 por Fox Searchlight Pictures.
En 2014, Slaughter interpretó un papel como Pool Cleaner en la película biográfica Get on Up, protagonizada por Chadwick Boseman y Nelsan Ellis. Y también interpretó un pequeño papel como Reportero de Hip Sports en el drama de fútbol americano When the Game Stands Tall, protagonizado por Jim Caviezel y Laura Dern. Más tarde, ese mismo año, apareció como invitado en la serie de terror American Horror Story de FX.
En 2015, Slaughter interpretó el papel de Passing Thief en la comedia de atracos Focus junto con Will Smith y Margot Robbie. La película fue estrenada por Warner Bros. el 27 de febrero de 2015. También apareció en la serie dramática The Red Road de SundanceTV.
Slaughter interpretó el papel del Agente Murphy en la película de superhéroes de acción real Max Steel, basada en el juguete de Mattel del mismo nombre. Stewart Hendler dirigió la película, que fue estrenada en 2015 por Open Road Films.
Slaughter interpretó a Squidward en la comedia Daddy's Home, junto con Ferrell y Mark Wahlberg. Sean Anders dirigió la película, que fue estrenada el 25 de diciembre de 2015 por Paramount Pictures. Slaughter también tuvo papeles secundarios en las películas de 2015 American Ultra y The Big Short. Interpretó a un miembro del personal de la NSA en la película de ciencia ficción Midnight Special, protagonizada por Michael Shannon, Joel Edgerton y Kirsten Dunst. Jeff Nichols dirigió la película, estrenada el 18 de marzo de 2016 por Warner Bros.
Slaughter interpretó a Josiah en la película del oeste Los siete magníficos, protagonizada por Denzel Washington, Chris Pratt y Ethan Hawke. La película fue dirigida por Antoine Fuqua y fue estrenada el 23 de septiembre de 2016 por Columbia Pictures. También tuvo un pequeño papel en Geostorm del 2017.

## Filmografía

### Películas
| Año  | Título                                 | Papel                             | Notas                  |
| ---- | -------------------------------------- | --------------------------------- | ---------------------- |
| 2002 | Blood Feast 2: All U Can Eat           | Mejor hombre                      |                        |
| 2002 | Happy Here and Now                     | Napoleón Bonaparte                |                        |
| 2004 | Growing Pains: Return of the Seavers   | Empleado de Costco                | Película de televisión |
| 2006 | Stay Alive                             | Rex                               |                        |
| 2006 | Click                                  | Empleado                          |                        |
| 2006 | The Last Time                          | Interno                           |                        |
| 2006 | The Year Without a Santa Claus         | Elfo Nerd                         | Película de televisión |
| 2007 | The Staircase Murders                  | Dr. James Adams                   | Película de televisión |
| 2008 | Deal                                   | Anunciador                        |                        |
| 2009 | 12 Rounds                              | Técnico                           |                        |
| 2009 | Destino final 4                        | Frankie                           |                        |
| 2009 | The Open Road                          | Empleado                          |                        |
| 2009 | Welcome to Academia                    | Chico de suéter #2                |                        |
| 2009 | Wolvesbayne                            | Felix                             | Película de televisión |
| 2010 | Beauty & the Briefcase                 | Contador                          | Película de televisión |
| 2010 | Revenge of the Bridesmaids             | Gary                              | Película de televisión |
| 2010 | Cigarettes et bas nylons               | G.I. Weiss                        | Película de televisión |
| 2010 | Cell Phone Psycho                      | Chico del teléfono                | Cortometraje           |
| 2011 | The Chaperone                          | Padre                             |                        |
| 2011 | 51                                     | Dr. Haven                         |                        |
| 2011 | Love, Wedding, Marriage                | Actor (voz)                       |                        |
| 2011 | Colombiana                             | Ryan                              |                        |
| 2011 | Storm War                              | Richie                            |                        |
| 2011 | Snatched                               | Biff Baxter                       |                        |
| 2012 | Battleship                             | Técnico                           |                        |
| 2012 | The Philly Kid                         | Presentador de televisión #1      |                        |
| 2012 | The Campaign                           | Dermot                            |                        |
| 2013 | Parker                                 | Ben                               |                        |
| 2013 | The East                               | Trevor 'The Fed'                  |                        |
| 2013 | Shadow People                          | Presentador de televisión         |                        |
| 2013 | Remember Sunday                        | Jim                               | Película de televisión |
| 2013 | Robosapien: Rebooted                   | James                             |                        |
| 2013 | Anna Nicole                            | Productor #1                      | Película de televisión |
| 2013 | Laundry Morning                        | Bart                              | Cortometraje           |
| 2013 | White Rabbit                           | Dr. Clayton                       |                        |
| 2013 | Homefront                              | Agente #2                         |                        |
| 2014 | The Lookalike                          | Amigo de cumpleaños               |                        |
| 2014 | Get on Up                              | Ñimpiador de piscinas             |                        |
| 2014 | When the Game Stands Tall              | Reportero de Hip Sports           |                        |
| 2015 | Zipper                                 | Ayudante de Sam                   |                        |
| 2015 | Demonic                                | Wayne                             |                        |
| 2015 | Focus                                  | Ladrón                            |                        |
| 2015 | Kidnapping Freddy Heineken             | Oficial subalterno                |                        |
| 2015 | The Livingston Gardener                | Manny Guerrera                    |                        |
| 2015 | Return to Sender                       | Kevin                             |                        |
| 2015 | American Ultra                         | Sargento Harris                   |                        |
| 2015 | Trumbo                                 | Reportero de D.C.                 |                        |
| 2015 | La gran apuesta                        | Agente de bienes raíces           |                        |
| 2015 | Daddy's Home                           | Papá instigador                   |                        |
| 2015 | Laundry Day                            | Bart                              |                        |
| 2016 | Midnight Special                       | Empleado de NSA                   |                        |
| 2016 | Bayou Tales                            | Chauvin                           |                        |
| 2016 | Cold Moon                              | Dr. Everage                       |                        |
| 2016 | Bad Moms                               | Veterinario                       |                        |
| 2016 | Los siete magníficos                   | Josiah                            |                        |
| 2016 | Max Steel                              | Agente Murphy                     |                        |
| 2016 | Jack Reacher: Never Go Back            | Asistente de Parasource           |                        |
| 2017 | Feliz día de tu muerte                 | Winter                            |                        |
| 2017 | Geostorm                               | Karl Dright                       |                        |
| 2018 | Laundry Day                            | Bart                              |                        |
| 2018 | Billionaire Boys Club                  | Oficial de préstamos              |                        |
| 2019 | Eat, Brains, Love                      | Jonathan                          |                        |
| 2019 | Emboscada final                        | Reportero #1                      |                        |
| 2019 | It's Time                              | Reportero deportivo Billy Watkins |                        |
| 2019 | Bayou Tales                            | Chauvin                           |                        |
| 2020 | Holidate                               | Barry                             |                        |
| 2021 | One Month Out                          | Dr. Ryan                          |                        |
| 2021 | The Ravine                             | Kevin Turner                      |                        |
| 2021 | Mona Lisa and the Blood Moon           | Oficial Matthews                  |                        |
| 2023 | Last Flamingo of the Red Summer Sunset | Thomas                            |                        |
| 2023 | The Burial                             | Robert Sperry                     |                        |
| 2025 | Five nights at freddy’s 2              | Papel secundario                  | Película de cine       |

### Televisión
| Año       | Título                     | Papel                  | Notas                  |
| --------- | -------------------------- | ---------------------- | ---------------------- |
| 2009      | Drop Dead Diva             | Oscar Gilbert          | 1 episodio             |
| 2010      | The Gates                  | Mr. Pollack            | 1 episodio             |
| 2011      | Things We Do for Love      | Thomas                 | 1 episodio             |
| 2010-2011 | Treme                      | Actor                  | 7 episodios            |
| 2012      | Ex convictos               | Storage Unit Manager   | 1 episodio             |
| 2013      | Nashville                  | Tabloid Reporter       | 1 episodio             |
| 2014      | American Horror Story      | Lavender Male          | 1 episodio             |
| 2015      | The Red Road               | Meyers / Myers         | 2 episodios            |
| 2015      | Zoo                        | Nicholas Bradshaw      | 2 episodios            |
| 2018      | Cloak & Dagger             | Vance Caruthers        | 1 episodios            |
| 2018      | The Purge                  | Lee                    | 1 episodios            |
| 2018      | The First                  | Vista lawyer           | 2 episodios            |
| 2019      | Patsy &amp; Loretta        | Randy Hughes           | Película de televisión |
| 2022      | Secrets of Sulphur Springs | Officer Stevens        |                        |
| 2022      | Women of the Movement      | Daily News Reporter #2 |                        |
| 2022      | The Thing About Pam        | Scott                  |                        |
| —         | Mayfair Witches            | Dr. Vernon Lamb        |                        |
| —         | The Winchesters            | Demon Jack             |                        |
| —         | Twisted Metal              | Kerwin                 |                        |